# 厄科号测量舰 (H87)
厄科号测量舰（HMS Echo）是英国皇家海军委托制造的首批多功能水文地理测量舰之一。与其姊妹船企业号组成厄科级测量舰队。2002年由德云郡的阿普勒多尔造船受托建造，此舰是第九艘以「厄科」命名的船舰。

## 设计
厄科号与企业号是皇家海军首批配备了全回转推进器的船舰。全回转推进器与船首推进器均可透过船舰的整合导航系统以摇杆操控，居高灵活性。

## 职责
厄科号与其姊妹船是設計作測量、調查水文地理用以支援潛艦或兩棲任務之用。她可以向船艦提供近乎實時的客製化海域資訊，此外厄科号還可配備掃雷隊伍指揮作掃雷作業平台之用。

## 船員配置
厄科号以三組專屬船員輪替作業，總作業人員數共72名，艦隻在任何情況下至少有三分之二船員維持運作。每個工作週期為75日，緊接是30日的休假供船員充分休息，而艦隻則可以在母港以外地方停留整備，通常每年一次。

## 部署历史
厄科号在2002年3月2日下水，3月4日由肯尼斯夫人，海务大臣保罗・肯尼斯（Sir Paul Haddacks）之妻为其命名。
及后在2002年10月4日获皇家海军驗収，2003年3月7日正式服役。

### 2004–2005：部署波斯湾
厄科号在2004年编配至波斯湾进行测量任务，于2005年4月返回英国。

### 2008–2012：部署远东

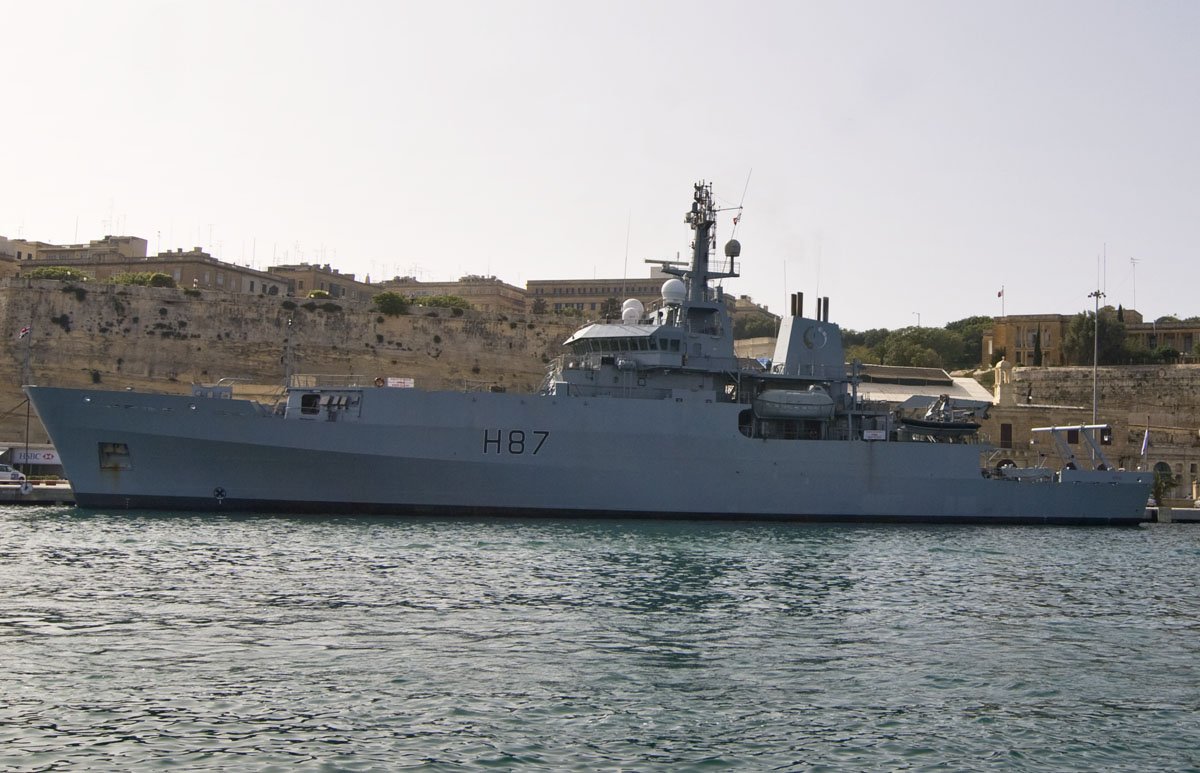
2004年8月厄科号访问马耳他卡尔卡拉

充分地利用她的人事輪替系統，厄科号部署至遠東進行海洋調查和外交訪問，為期五年。
2008年8月，厄科号停靠香港，指揮官在赤柱國殤紀念墳場向戰爭死難者獻上花圈。同年10月，她前往韓國釜山參與為慶祝韓國海軍建立60周年的國際艦隊檢閱活動。另還訪問孟加拉、馬來西亞、新加坡、汶萊和印尼等南海諸國進行交流。
2012年2月，厄科号訪問塞舌爾協助訓練當地海岸防衞機關，當中包括停靠首都維多利亞。8月16日返回母港德雲港，遠東任務歷時將近一年半，途中也有參與打擊索馬里海盜的聯合保安行動。

### 2013年7月：部署地中海
2013年7月，厄科号在地中海中部近的黎波里、胡姆斯等港口一带測繪，以提昇有關利比亞沿岸海圖資訊之精度。同時厄科号亦致力於搜尋可能影響航道安全的障礙物。在10日間發現一艘貨輪、兩艘商船、兩艘漁船、兩艘駁船、兩艘大型躉船及一般登陸艦的殘骸，另外也尋獲不少的遺失貨櫃。而發現的登陸艇遺骸則相信是屬於利比亞海軍的北方級登陸艦（Polnocny）「Ibn Qis」，在1978年的軍演中遭焚毀。

### 2014年3月：部署印度洋
2014年3月20日英國國防部受澳洲當局邀約，厄科号奉命從波斯灣調派至澳洲珀斯西南面約2,400（1,500英里）處參與搜索馬航MH370航班。按原定計劃，厄科号會在波斯灣進行水文測量工作直至獲令返回英國。
在此三日前（3月17日），澳洲政府同意負責搜尋失蹤客機可能航行的南面路線，由印尼蘇門答臘遠至印度洋南面偏遠地區。搜索行動由澳洲海事安全局主導，在介於珀斯3,000（1,900英里）處至凱爾蓋朗群島總共約600,000平方（230,000平方英里）的劃定範圍搜尋，澳洲、紐西蘭、美國軍方均有派遣資源協助。